# Peter van Suchtelen
Johan Peter van Suchtelen eller Jan Pieter van Suchtelen, född 2 augusti 1751 i Brabant, död 6 januari 1836 i Stockholm, var en rysk greve och ambassadör i Stockholm.

## Biografi

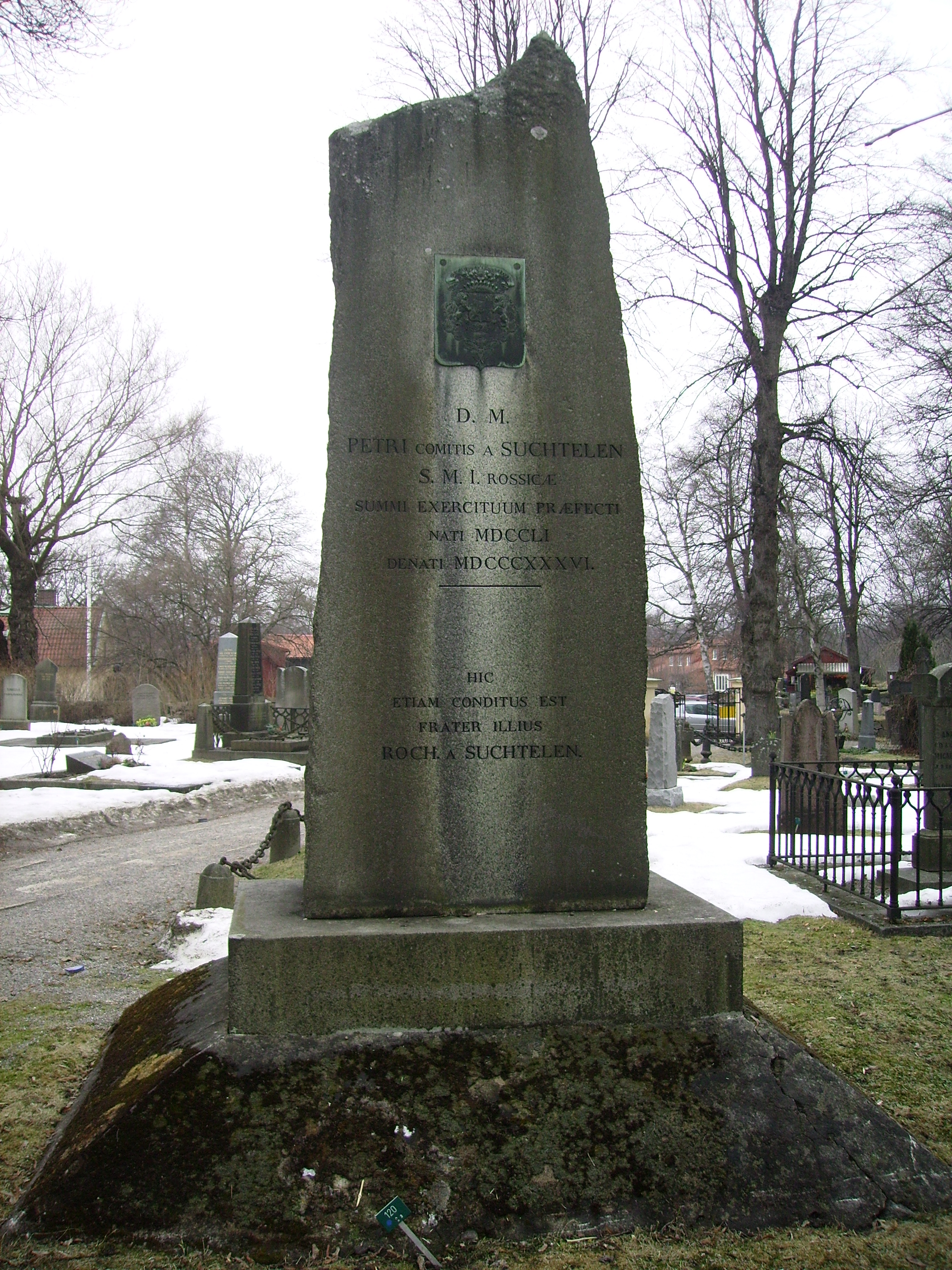
Peter van Suchtelens gravvård på Solna kyrkogård.

Peter van Suchtelen, som några år var professor i matematik vid universitetet i Leiden, kallades 1783 av Katarina II till Ryssland och fick där anställning vid artillerikåren. 1789 och 1790 deltog han i kriget mot Sverige i Finland. 1793 kommenderades han till Polen och fick i uppdrag att iståndsätta fästningarna där. Efter den ryska generalstabens återupprättande 1801 blev Johan Peter van Suchtelen dess skicklige och energiske organisatör och inkallade ett stort antal dugliga officerare från utlandet. 
År 1807 blev van Suchtelen skickad som diplomatiskt ombud till Preussen. Åren 1808 och 1809 var han anställd som stabschef och ingenjörbefälhafvare vid ryska armén i Finland, och under Sveaborgs belägring hade han befälet över ryska härens artilleri samt var drivande i underhandlingarna med Sveaborgs kommendant.
År 1810 sändes han som ambassadör till Sverige och blev efter hand mycket populär. Han flyttade in på adressen Drottninggatan 86 som också kom att innehålla hans stora boksamling. Han medföljde sedermera kronprinsen Karl Johan först till mötet med kejsar Alexander i Åbo, sedan vid det svenska högkvarteret under tyska fälttåget 1813 och på fälttåget mot Danmark 1814. Därefter stannade han i Stockholm till sin levnads slut. 
I Stockholm hade han sitt lantställe i Villa Beylon vid Ulriksdals slott. Han invaldes 1817 i Vetenskapsakademin. 
Under Johan Peter van Suchtelen namn trycktes Precis de la guerre de Finland 1808-1809 (Kriget mellan Sverige och Ryssland 1808 och 1809, fast boken var författad av hans son.

## Utmärkelser

### Svenska ordnar
- Riddare och Kommendör av Serafimerorden,

### Utländska ordnar
- Riddare av Sankt Andreas Orden
- Riddare av 4:e klass av Sankt Georgsorden,
- Riddare av Sankt Alexander Nevskijorden,
- Riddare av 2:a klass av Sankt Vladimirs orden ,
- Kommendör av Malteserorden,